# Oliveriana ortizii
Oliveriana ortizii är en orkidéart som beskrevs av A.Fernández. Oliveriana ortizii ingår i släktet Oliveriana och familjen orkidéer.
Artens utbredningsområde är Colombia. Inga underarter finns listade i Catalogue of Life.